# أشا راندال
أشا راندال (بالإنجليزية: Asha Randall)‏ هي سباحة متزامنة بريطانية، ولدت في 6 أبريل 1990 في أسكوت في المملكة المتحدة.

## وصلات خارجية
- أشا راندال على موقع الاتحاد الدولي للسباحة (الإنجليزية)
- أشا راندال على موقع اللجنة الأولمبية الدولية (الإنجليزية)
- أشا راندال على موقع أوليمبيديا (الإنجليزية)
- أشا راندال على موقع اللجنة الأولمبية البريطانية (الإنجليزية)
- أشا راندال على موقع اتحاد ألعاب الكومنولث (مؤرشف) (الإنجليزية)